# Рауль Вееде
Рауль Вееде (ест. Raul Veede; нар. 17 червня 1974, Тарту) — естонський філософ, ассиролог, поет, перекладач, редактор і громадський діяч.

## Життєпис
Закінчив Тартуський університет. Працював журналістом, фахівцем зі зв'язків із громадськістю міста Тарту. Докторант Тартуського університету з історії філософії від 2017 року.
Наукові інтереси Вееде зосереджуються на історії філософії, зокрема на роботах Джорджа Барклі та історичній філософії раннього модерного часу. Також писав на тему вільних знань та авторського права.

## Творчість
Вееде перекладав стародавні близькосхідні тексти (зокрема, шумерські та аккадські) естонською мовою. До «Антології античної літератури», виданої 2005 року, увійшов епічний переклад «Гільгамеш і Акка», зроблений ним разом з Володимиром Сазоновим. Також Вееде є редактором книги «Історія Стародавнього Близького Сходу 3500-2000 років до н. е. Історія Месопотамії від виникнення клинопису до падіння Новошумерської держави».
У вільний час перекладає поезію. Є автором перекладів на естонську мову пісні «Дивлюсь я на небо, та й думку гадаю…» та колядки «Щедрик».

### Книги
- Kuradi tark, jumala loll: 3.- 4. veebruaril 2006 Tallinna Ülikoolis toimunud konverentsi «Jumal teaduses» ettekannete kogumik / Kasak, E.; Kull, A. (Koost.); Veede, R. (Toim.). — Tallinn: Eesti Päevaleht — Akadeemia, 2006 (203).
- Veede, Raul. Igavene haridus ja moodne tehnika // Veede, Raul (Toim.). Matsi talust Lennuakadeemiani: Hariduselu Ülenurmel 250. (147−149). Ülenurme: Ülenurme Gümnaasium, 2016.
- Lessig, Lawrence. Vaba kultuur, ehk, loovuse loomus ja tulevik / Tõlkinud Jaagup Irve ja Raul Veede. — Tartu: Tartu Ülikooli Kirjastus, 2017 (331).

## Громадська діяльність
З 2001 року був членом правління Естонського ассиріологічного товариства.
Адміністратор естонської Вікіпедії від 2004. З 9 липня 2011 до 11 лютого 2014 року був членом правління «Wikimedia Eesti», некомерційної організації, яка просуває естонську Вікіпедію. З початку 2020-х активно розвиває естонські Вікіцитати — сестринський проєкт Вікіпедії.

## Захоплення
Танцює танго.